# 카사네 테토
카사네 테토(重音テト, 영어: Kasane Teto)는 2008년 만우절에 일본의 2채널(현 5채널)에서 만들어진 가상 가수 소프트웨어이다. 카사네 테토는 처음에는 가짜로 만들어졌고 존재하지 않았지만, 나중에는 실제로 제작되어 노래 음성 합성 소프트웨어인 UTAU와 호환되어 노래를 부를 수 있게 되었다. 테토는 "가짜에서 태어난 디바"로 소개되었다.

## 캐릭터
카사네 테토는 공식적으로 31세이다. 하지만, 카사네 테토의 나이가 10대라는 팬의 해석은 카사네 테토의 가장 초기의 인기 있는 곡 중 하나인 카사네 테리토리 ~ 계속해서 테토의 턴에서 비롯되었다. 이 노래는 카사네 테토가 키메라이기 때문에 나이 31세를 둘로 나눌 수 있어 15.5세가 된다고 코믹하게 제안한다. 공식적인 나이는 아니지만, 그럼에도 불구하고 이 아이디어는 많은 사람들이 카사네 테토의 진짜 나이를 15세로 잘못 가정하게 만들었다. 또한, 그녀의 초기 디자인에서 그녀는 키 159.5cm, 체중 47kg이었다. 카사네 테토는 바게트를 좋아하고 츤데레로 알려져 있다.

## 역사

### 창작
카사네 테토의 기원은 일본의 게시판인 2채널 (현 5채널)에서 시작되었다. 2008년, 2채널의 사용자들은 가짜 보컬로이드 캐릭터를 만들 계획을 세웠다. 캐릭터 이름, 헤어스타일, 성별, 나이, 좋아하는 것, 싫어하는 것, 특별한 기술 및 기타 특성은 2채널 사용자들의 제안 중에서 무작위로 선택되었다. 2008년 4월 6일에 카사네 테토는 처음으로 영상에 등장하였으며, 2008년 4월 13일에는 오야마노 마요가 성우를 맡은 테토의 첫 번째 보이스뱅크가 출시되었다. 카사네 테토의 목소리를 사용한 첫 번째 노래는 2008년 6월 1일에 출시되었다.

### 2010년대와 2020년대
테토는 보컬로이드 커뮤니티에 계속해서 영향을 미쳤고, 많은 노래가 출시되었다. 2012년, 하츠네 미쿠: 프로젝트 디바 F의 DLC 팩에 카사네 테토가 등장하였다. 2013년, 카사네 테토는 삿포로 눈축제에서 하츠네 미쿠 공연의 일부로 출연하였다.

### 신디사이저V
카사네 테토의 15주년인 2023년 4월 1일, 일본 소프트웨어 개발사인 AH-Software는 트윈드릴 및 크립톤 퓨처 미디어와 협력하여 이 캐릭터를 위한 신디사이저V AI 음성 데이터베이스를 제작할 것이라고 발표하였다. 신디사이저V의 딥러닝 기술은 성우의 목소리를 사용하여 더 깨끗하고 자연스러운 합성이 가능해졌다. 신디사이저V AI 카사네 테토는 2023년 4월 27일에 출시되었으며, 잦은 업데이트를 받았다.

### VOICEPEAK
2025년 4월 1일 카사네 테토의 17주년을 맞아, AH-Software는 자사의 일본어 텍스트 음성 변환 소프트웨어용 카사네 테토 음성 적응 버전을 발표했으며, 이는 2025년 4월 24일에 곧 출시되었다.

### 보이스뱅크
|        | 출시            | 소프트웨어    |
| ------ | --------------- | ------------- |
| 일본어 | 2008년 6월 1일  | UTAU          |
| 영어   |                 | UTAU          |
| 다국어 | 2023년 4월 27일 | Synthesizer V |
| 일본어 | 2025년 4월 24일 | VOICEPEAK     |

## 반응
보컬로이드 캐릭터가 아님에도 불구하고 카사네 테토는 보컬로이드 및 UTAU 팬들 사이에서 인기를 얻었다. 카사네 테토 출시 6개월 만에 니코니코 동화에 카사네 테토 태그가 붙은 영상이 500개 이상 올라왔으며, 카사네 테토가 피처링한 노래 중 한 곡은 10만 재생수를 기록하며 VOCALOID 명예의 전당에 입성했다. 2025년 뮤직 어워드 재팬 통계에 따르면, 일본에서 가장 인기 있는 보컬로이드 트랙 상위 10개 중 5개가 카사네 테토를 피처링했으며, 특히 하츠네 미쿠가 3개에 피처링된 것을 능가했다. 2025년 베스트 보컬로이드 컬쳐 후보에 오른 곡들 중 카사네 테토는 하츠네 미쿠 다음으로 두 번째로 많이 사용된 목소리였다.